# 副立呼出
副立呼出（ふくたてよびだし）は、大相撲の呼出の階級である。現在の副立呼出は克之である。

## 概要
1994年7月場所より従来の一等から五等までの等級制を番付制に改め、その時に新設された。呼出しとしては立呼出に次ぐ2番目の地位である。地位の名称としてはこれに対応する行司の格は既に廃止された副立行司であるが、現行制度的には式守伊之助に相当する地位と見なすこともできる。
本場所の本割では、三役呼出以下十両呼出までと同様に一日に二番を呼び上げる。優勝決定戦においては、幕内優勝決定戦で、本来立呼出が呼び上げる横綱・大関が登場している場合において立呼出が休場もしくは番付上不在の場合、その代行として副立呼出（副立呼出もいない場合は三役呼出）が呼び上げるほか、立呼出がいる場合でも番数が多いために交代する場合に副立呼出が呼び上げる場合もある。
副立呼出がいる場合は1人のみのことが多いが、行司の式守伊之助と異なり、副立呼出の地位には最大2人まで同時に在位することができる。この副立呼出が2人いる状態は、実例としては1999年（平成11年）1月場所から同年7月場所までの期間で発生し、このときは米吉と栄太呂の2人が同時に副立呼出に在位していた。
三役呼出からの昇格の順序は三役呼出→副立呼出→立呼出の順であることが多いが、場合によっては三役呼出が副立呼出を経験せず直接立呼出に昇格することもある（下表参照）。
番付上立呼出と副立呼出が1人ずつ揃っている状態からそのどちらかが退職したり、あるいは立呼出空位で副立呼出1人の状態から副立呼出が立呼出に昇格するなどしても、必ずしも自動的に次の格の三役呼出が即副立呼出に昇格できるとは限らず、呼出としての実績や年齢などの要素によっては、副立呼出が空位の場所が発生することもある。
2023年（令和5年）11月場所まで副立呼出は不在であったが、2024年（令和6年）1月場所に次郎が三役呼出から直接立呼出に昇格するとともに、克之が副立呼出に昇格し、これにより副立呼出は約8年にわたる空位の状態が解消された。
これまでに副立呼出までで退職した呼出としては、善三郎、栄太呂、三平がいる。

## これまでの副立呼出一覧
| 呼出名 | 在位期間                                     | 備考                                                                   |
| ------ | -------------------------------------------- | ---------------------------------------------------------------------- |
| 善三郎 | 1994年7月場所 - 1995年7月場所（停年退職）    | 番付制導入当時の副立呼出。停年退職後、1995年11月場所まで副立呼出空位。 |
| 米吉   | 1996年1月場所 - 1999年7月場所（立呼出昇進）  | 1999年1月場所から同年7月場所までは栄太呂と共に2人同時在位。            |
| 栄太呂 | 1999年1月場所 - 2002年1月場所（停年退職）    | 1999年1月場所から同年7月場所までは米吉と共に2人同時在位。              |
| 三平   | 2002年3月場所（停年退職）                    |                                                                        |
| 康夫   | 2002年5月場所 - 2002年7月場所（立呼出昇進）  | 立呼出昇進後、2003年3月場所まで副立呼出空位。                          |
| 秀男   | 2003年5月場所 - 2007年11月場所（立呼出昇進） |                                                                        |
| 拓郎   | 2008年1月場所 - 2015年9月場所（立呼出昇進）  | 立呼出昇進後、2023年11月場所まで副立呼出空位。                         |
| 克之   | 2024年1月場所 -                              |                                                                        |

### （参考）三役呼出から副立呼出を経験せずに直接立呼出に昇進した呼出
| 呼出名 | 立呼出昇進場所 | 備考                                                                     |
| ------ | -------------- | ------------------------------------------------------------------------ |
| 兼三   | 1996年1月場所  | 前場所副立呼出空位の状態で立呼出寛吉が停年退職、同時に米吉が副立呼出昇進 |
| 次郎   | 2024年1月場所  | 立呼出と副立呼出が共に空位の状態からの昇進、同時に克之が副立呼出昇進     |